# Mississippi Fred McDowell
Fred McDowell, soprannominato Mississippi (Rossville, 12 gennaio 1904 – Los Angeles, 3 luglio 1972), è stato un cantante e chitarrista statunitense di musica blues.
Considerato il più noto esponente dello stile del Mississippi blues del Nord, ha raggiunto il successo negli anni sessanta, durante il revival del genere, facendo conoscere ad un più vasto pubblico il peculiare stile della regione di provenienza.

## Biografia
Nacque a Rossville, una cittadina vicino Memphis nel Tennessee da genitori agricoltori, di cui rimase orfano in tenera età. Ben presto si avvicinò alla musica, cominciando a suonare la chitarra a 14 anni e esibendosi nelle feste campagnole. Stanco della vita da bracciante cotoniero, nel 1926 si trasferisce a Memphis, dove si impiegò in svariati lavori, continuando comunque a suonare la propria musica.
Mcdowell non ebbe modo di partecipare alla prima ondata di diffusione del blues negli anni trenta e quindi rimase sconosciuto fino alla fine degli anni cinquanta, quando venne scoperto da Alan Lomax, che gli diede subito modo di registrare nell'ambito delle sue ricerche di etnomusicologia. Le registrazioni di McDowell ebbero subito un buon riscontro commerciale e, dopo poco tempo, cominciò a suonare in diversi festival di folk-revival (tra cui il più famoso quello di Newport) durante tutti gli anni sessanta. Il Dipartimento dell'Istruzione del Mississippi realizzò un documentario su di lui, intitolato Blues Maker, nel 1969. Nonostante la sua indifferenza verso i nuovi generi musicali, fu un personaggio influente sul rock, e il pubblico bianco : suonò anche in dischi con Jo-Ann Kelly e il gruppo Canned Heat. Una sua canzone tratta da un vecchio brano tradizionale, You Gotta Move (scritta con il Reverendo Gary Davis), fu reinterpretata dai Rolling Stones nel loro album Sticky Fingers del 1971. Fred McDowell è morto di cancro a Los Angeles nel 1972 ed è sepolto a Senatobia.

## Lo stile
Lo stile di McDowell è certamente peculiare nel panorama blues.
McDowell si accompagnava spesso con una chitarra resofonica, a cassa metallica per meglio suonare all'aperto. Usava anche il bottleneck in puro stile Delta blues. A volte era accompagnato alla voce dalla moglie. Questo gli permetteva di suonare sia blues che spiritual.